# 消防處救護訓練學校
消防處救護訓練學校（英語：Fire Services Ambulance Command Training School）於1992年創立，位於香港沙田馬鞍山鞍山1號，附設於馬鞍山消防局，佔地0.6公頃。消防處救護訓練學校隸屬於香港消防處救護總區，為其主要訓練及培訓機構之一，所有新入職的救護學員均須在此接受26週的基本救護學及專門的輔助醫療的留宿訓練，消防處救護訓練學校亦是現職救護人員的複修及進階訓練場地之一及現職消防人員的急救訓練、複修及進階訓練場地之一。消防及救護學院於2016年3月竣工後，消防處救護訓練學校已經關閉，更改為現職救護人員的訓練場所。

## 歷史

### 沿革
1966年，消防事務處首次招聘一級（相等於今救護隊目）和二級救護員。學員當時在位於夏愨道的臨時消防訓練學校接受訓練，當時的訓練內容包括學習急救知識、紀律及體能訓練，及暫時駐守於醫院及跟隨救護車出勤訓練。課程以師徒制度為主，課堂教授為輔。
（訓練藍本由1966至1973年均以香港聖約翰救傷隊急救手冊為教才。至1973年，消防事務處從英國國家衛生部引入救護學課程（NHS Ambulance Aid Training）作為基本訓練內容。至1997年，新入職救護員及救護主任均需要接受以加拿大卑詩省同濟學院為藍本的一級急救醫療助理基本訓練內容，及以往的救護學講義為標準的基本訓練內容。）
1980年代，由於訓練場地不足，部份救護員初級訓練被轉移至梨木樹救護站、粉嶺救護站及為時尚未啟用的黃大仙救護站舉辦。

### 創立
直至1990年代初期，消防處暫停招聘救護員前，救護員及救護主任初級訓練大多在消防訓練學校舉行，由救護總區訓練人員擔任教官。為了配合香港消防處輔助醫療服務的發展，消防處救護訓練學校於1992年7月成立及啟用，為救護總區提供更優良的訓練場所及設施。
2007年起，消防處救護訓練學校為香港公營機構免費提供簡易自動體外心臟去顫器使用法的訓練。
2011年起，消防處救護訓練學校為香港警務處開辦訓練班。

## 訓練

### 救護學員基本訓練
救護學員的基本訓練為期26週，內容包括救護學、相關法例、情緒智商管理、步操、紀律、體能訓練及隨救護車實務練習等。

### 見習救護主任初級訓練
見習救護主任的初級訓練內容為期26週，內容包括救護學、相關法例、步操、體能訓練、領導及管理學，以及跟隨救護車出勤及駐守救護站實務練習等。

### 救護員、救護隊目及救護主任二級急救醫療助理訓練
救護員接受基本訓練後，等同具備一級急救醫療助理的資格，人員除了擁有進階的急救知識外，亦能夠評估傷病者、氣道處理技巧、創傷及緊急醫療事故的處理技巧、復甦、自動體外心臟去顫器與鎮痛器材等使用。因此，具備一級急救醫療助理資格的救護員可以接受為期20週的二級急救醫療助理訓練課程。在首4週，人員需要以自學形式研習二級急救醫療助理基本訓練課程的內容。隨後兩週，人員需要參與預修研習班及通過筆試和實習試。完成後，人員再需要以自修形式參加為期6週的修業前閱讀課程，學習生理學、人體解剖學、病理學及藥物學等。
修畢後，人員可以參與為期6週的二級急救醫療助理課程，理論內容由醫生教授，學員亦需要參與實習訓練。通過筆試及實習試的學員，會獲安排到醫院接受為期兩週的實習訓練。期間人員可以實習診斷傷病者，使用藥物，以及施以靜脈注射和肌肉注射等技術。

### 救護員、救護隊目及救護主任二級急救醫療助理覆修課程
擁有二級急救醫療助理資格的救護人員每隔3年均需要參加一個為期兩週的覆修課程，並且需要通過筆試及實習試，才可以繼續為傷病者提供二級急救醫療助理等級的救護程序。此外，消防處救護訓練學校定期舉辦持續醫療教育課程及輔助醫療短期課程，旨在為二級急救醫療助理學習最新穎的處理傷病者的技術和裝備，並且對各處理傷病者的個案進行研究。

### 先遣急救員
先遣急救員由前線消防人員擔任，他們曾接受專門的救護學進階訓練，並具備操作心臟去顫器的資格。在救護車到場前，為傷病者即時提供基本維生服務，以提升傷病者的存活率。
先遣急救員計劃於2003年9月8日開始實施，初期由七間設於策略性位置的消防局試行提供服務。由於計劃卓有成效，而且反應良好，消防處分階段擴展計劃。目前全港的消防局、滅火輪消防局、機場消防隊（包括兩艘指揮船）及潛水支援船，均有先遣急救員駐守。先遣急救員處理緊急醫療服務召喚時，會視乎事故現場及天氣情況，穿上黃色反光背心或外套，背心及外套前後均印上「先遣急救員」的中英文字樣。
如先遣急救員能比救護車更早到達現場，消防處便會同時出動先遣急救員和救護車。先遣急救員處理的緊急醫療服務召喚主要包括心跳驟停、哽塞、嚴重呼吸困難、大量出血、不省人事、其他令生命受威脅的情況。先遣急救員還會在火警或特別服務現場為傷病者提供基本維生服務。

### 文職人員
文職人員會在消防處救護訓練學校學習使用簡易心臟去顫器。

### 公眾
消防處救護訓練學校為到香港居民提供免費的社區心肺復甦法課程。

## 以消防處救護訓練學校為題材的作品

### 電視劇
- 《火速救兵》（第一集：勇士首部曲）

## 相關參見
- 消防訓練學校
- 消防駕駛訓練學校
- 西九龍救援訓練中心